# Afrosoricida
Afrosoricida са разред бозайници от инфраклас Плацентни. Това са малки до средни по размер насекомоядни животни, които са класифицирани с други бозайници в разред насекомоядни.

## Класификация
Въпреки че разредът е обособен настоящото му положение и съществуване също остава под въпрос. Включва две семейства – тенреци и африкански златни къртици, които в предходни класификации са били обединени в един значително по-голям разред насекомоядни заедно с таралежи, земеровки и други представители.
- Разред Afrosoricida
  - Подразред Tenrecomorpha
    - Семейство Tenrecidae: тенреци и видрови земеровки; 30 вида от 10 рода

  - Подразред Chrysochloridea
    - Семейство Chrysochloridae: златни къртици; около 21 вида в 9 рода

## Морфологични особености
Представителите на разреда се разглеждат като примитивни поради просто устроените зъби и наличието на клоака. Повечето са нощни животни и имат изключително лошо зрение. За сметка на това разчитат на останалите сетива включително и на инфразвуци.
Горните зъби на представителите на двете семейства се характеризират с това, че имат V-образна форма (заламбодонтизъм).